# Essinge Ångtvätt

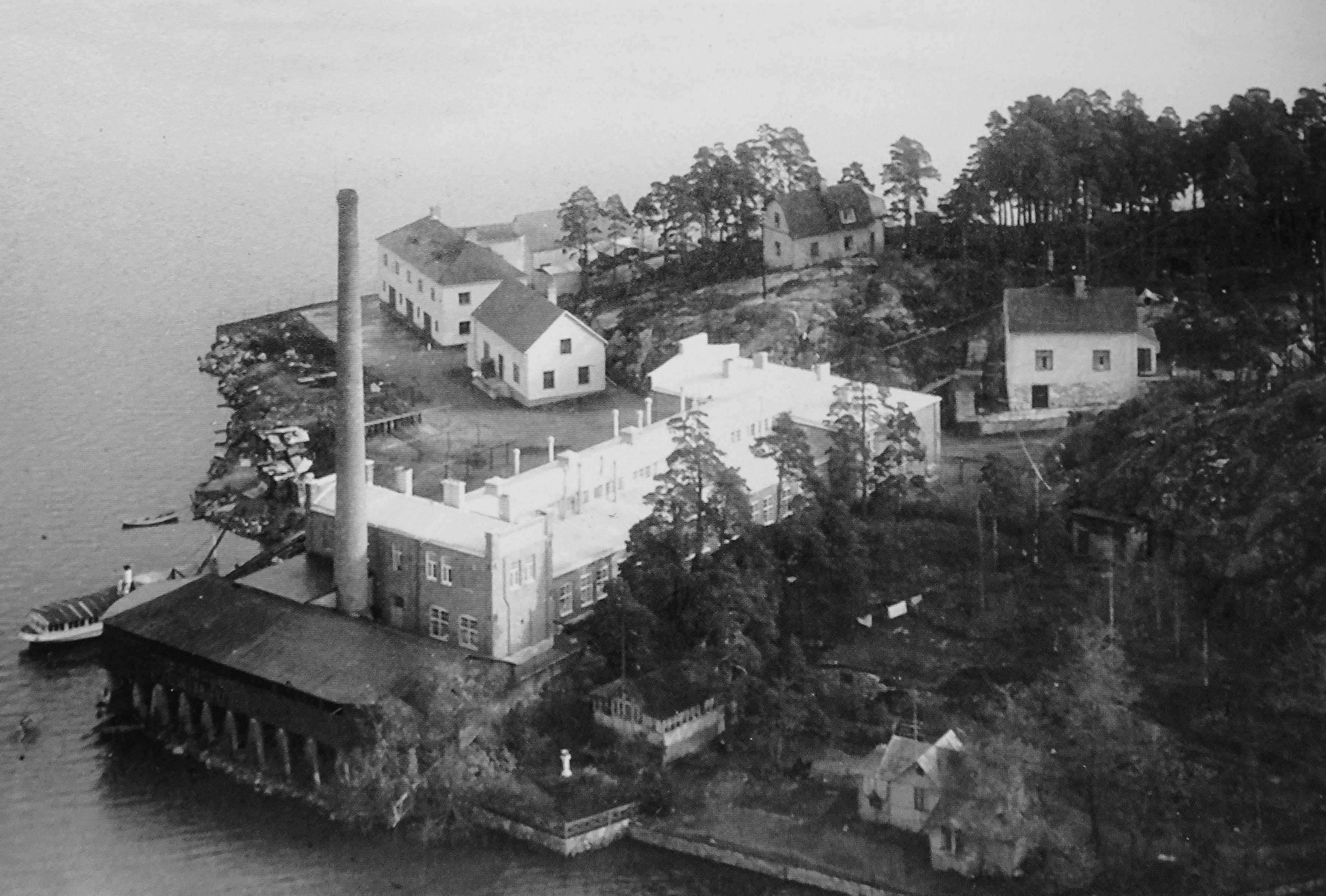
Essinge Ångtvätt, 1930. Flygfotografi av Oscar Bladh.

Essinge Ångtvätt var ett industriellt stortvätteri beläget vid Junohällsvägen 1 på Stora Essingens norra udde i Stockholm. Verksamheten började 1910 och var under många år öns enda större industri. Efter en omfattande brand 1963 lades verksamheten ner. Kvarteret Ångtvätten och flera tvättrelaterade kvarters- och gatunamn påminner idag om den tidigare verksamheten.

## Historik

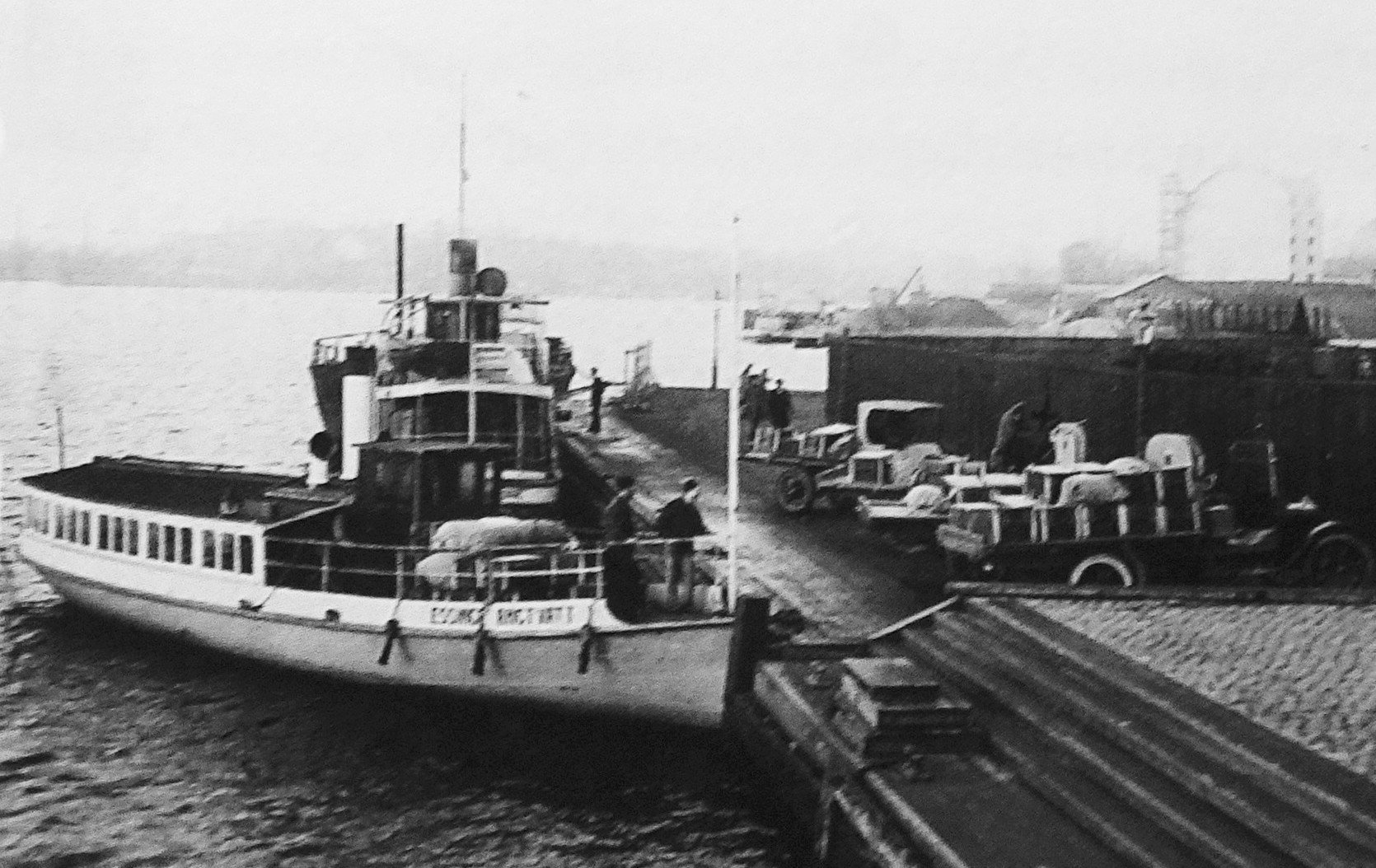
Essinge Ångtvätt I.

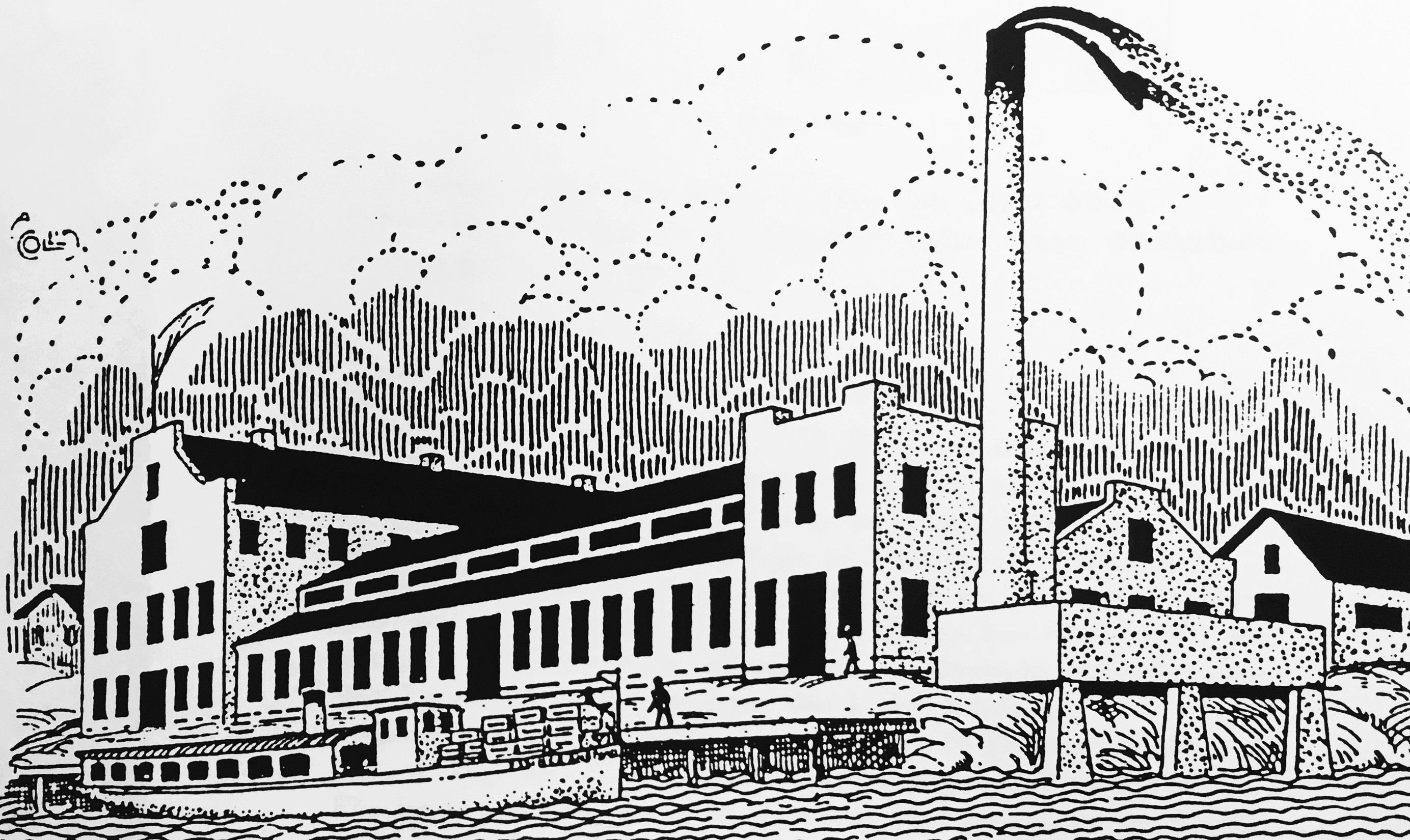
Ångtvätten på ett reklamblad.

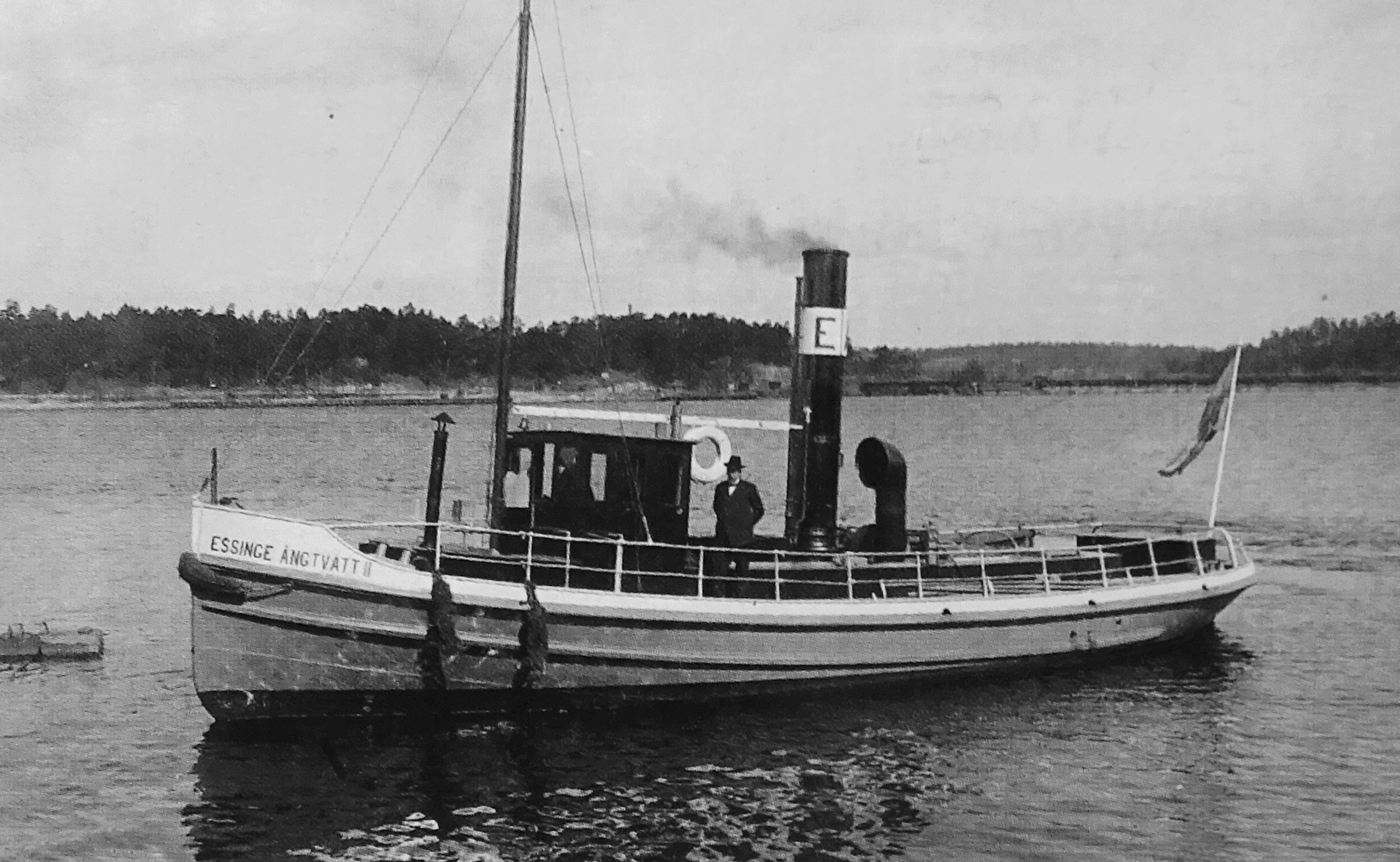
Essinge Ångtvätt II.

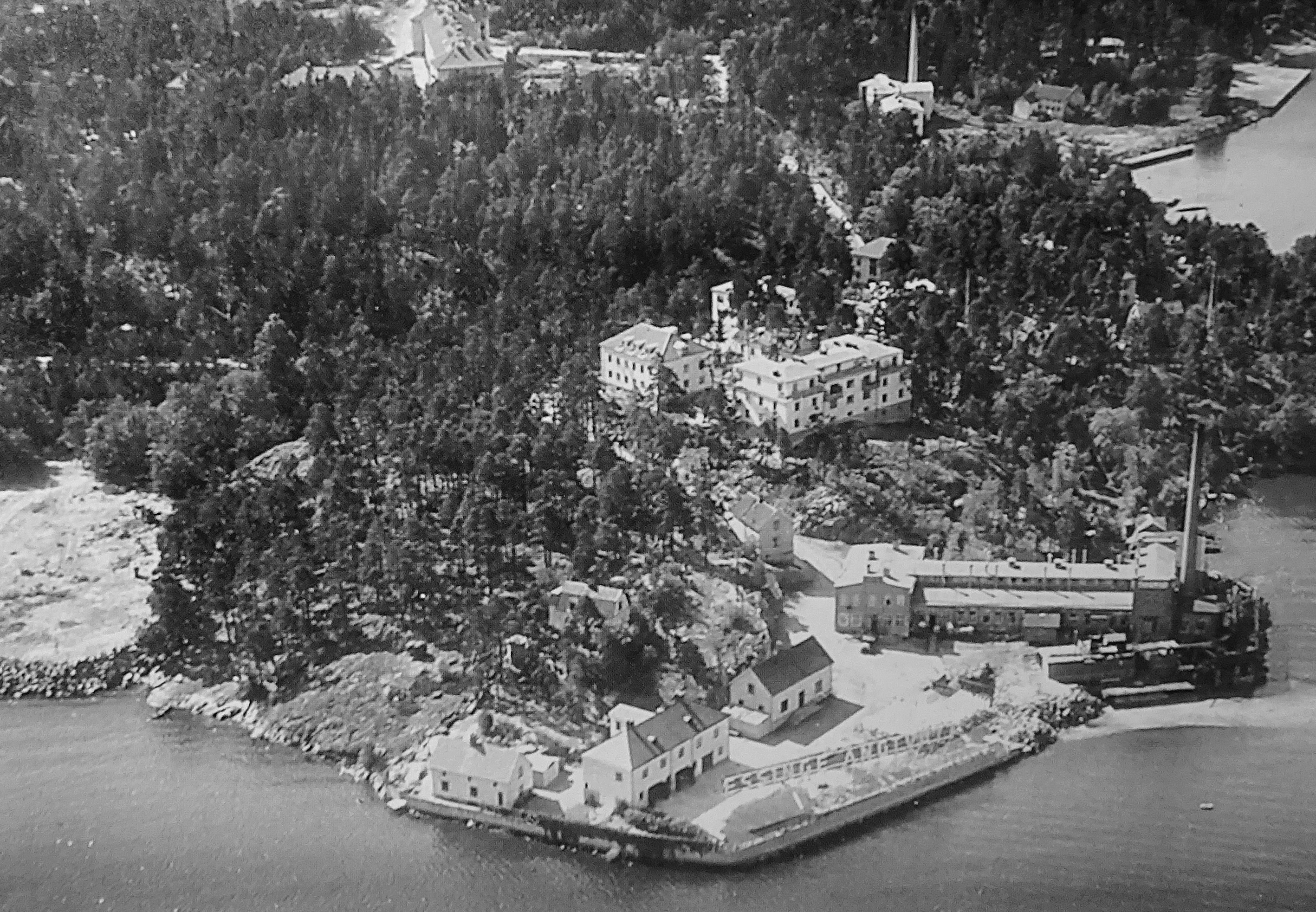
Essinge Ångtvätt, 1936.

Mellan 1906 och 1910 etablerade sig tre stora industrier på Essingeöarna: Primusfabriken (1906) och Luxfabriken (1908) på Lilla Essingen samt Essinge Ångtvätt på Stora Essingen (1910).
Föregångaren till Essinge Ångtvätt var Järlatvätten som låg vid Järlasjön i Nacka socken. Järlatvätten ägdes av medlemmar i familjen Wallenberg. Tvättföreståndarinna hette Oscara Abrahamsson (1877-1951), utomäktenskapligt barn till André Oscar Wallenberg. När klagomålen om tvätteriets vattenföroreningar blev för många letade man efter en ny plats att etablera sig på. Den platsen fanns på Stora Essingen där fastighetsbolaget AB Stora Essingen (med Wallenbergintressen i styrelsen) 1904 köpt merparten av ön. AB Stora Essingens affärsidé var att skapa ett mönstersamhälle i stil med Saltsjöbaden kallat Essinge Villastad. Projektet misslyckades dock och 1925 anmälde bolaget likvidation. 
Den stora tvättanläggningen uppfördes 1909 på öns norra udde och invigdes den 24 januari 1910. Intill huvudanläggningen fanns flera mindre byggnader för kontor och personalbostäder. Väster om tvätten låg även villa Källberg från 1886 som gav namn åt Källbergsvägen. Man hade en egen hamn för transporter till och från ön. Föreståndare blev igen Oscara Abrahamsson och som verkställande direktör placerade Wallenbergarna Karl Gustav Widén. Han kom att styra tvätteriet mellan 1910 och 1947 då han avled 73 år gammal. Han efterträddes 1951 av Karl-Erik Lönnberg, en släkting till Oscar Wallenberg. 
I en liten presentationsbroschyr från 1923 garanterade man att "endast prima tvättmedel användes" och att man tillverkade sin egen såplut. Man lovordade det mjuka, rena vattnet från Mälaren vilket gör att linnet "får en bländande vit färg". Tvätten soltorkades även ute i det fria och fick "doften av sjöluft och barrskog". Om verksamhetens sura utsläpp i Mälaren sades inget, men de syns på samtida flygfotografier.
Under 1930-talet blev företaget även kunglig hovleverantör och man började använda hovleverantörsemblemen på sina broschyrer. Personalstyrkan ökade till ett 70-tal anställda. Anläggningens maskinutrustning drevs till en början av en ångmaskin (därav namnet ångtvätt) och dess höga fabriksskorsten kom att bli ett landmärke som syntes från Lilla Essingen, Alvik, Traneberg och Fredhäll. Företaget bidrog även med finansiella medel till att ön fick elektricitet 1920. Därefter moderniserades maskinparken för eldrift.
Kommunikationerna med fastlandet var dåliga. Först 1917 anlades en flottbro (Stora Essingebrons föregångare) till Lilla Essingen. Det var en gångbro som slutade i en lång trappa med 111 trappsteg på Stora Essingens sida, kallad Prövningarnas trappa. Den var olämplig för transporter. Varu- och persontransporter samt stora mängder kol till panncentralen fick ske med båt. Man beslöt efter några år att anskaffa egna båtar. 1919 inköptes ångslupen Östersjövarfvet I som döptes om till Essinge Ångtvätt I och 1921 ångslupen Lennart som döptes om till Essinge Ångtvätt II. 1929 respektive 1931 såldes båtarna igen, då hade Stora Essingebron kommit på plats och transporterna kunde ske med lastbil. På 1950-talet utvidgades verksamheten med kemtvätt. 
Det gick bra för AB Stora Essingens Ångtvätt, bland annat bidrog Wallenbergarnas stora kontaktnät till att uppdragen strömmade in. Till kunderna hörde hotell, sjukhus, välbärgade privatpersoner och kungligheter som prins Bertil, prins Carl, prinsessan Ingeborg och kungen Gustav V. Essinge Ångtvätt kom att bli den förnämsta i sitt slag i Stockholmstrakten.
Ångtvätten gav upphov till 14 tvättrelaterade kvartersnamn på norra delen av Stora Essingen, utöver Ångtvätten bland annat kvarteren Tvålen, Tvättkorgen, Tvättbrädan, Tvättbaljan, Bykkaret, Klappträdet, Klädstrecket, Strykjärnet, Mangeln och Rotborsten. Även två gatunamn har anknytning till Essinge Ångtvätt: Strykerskevägen och Tvätterskevägen. Kvarteret Ångtvätten längst i norr utlades som industriområde på öns första stadsplan vilken upprättades 1923 av dåvarande stadsplanearkitekten Per Olof Hallman.

## Branden och dess följder

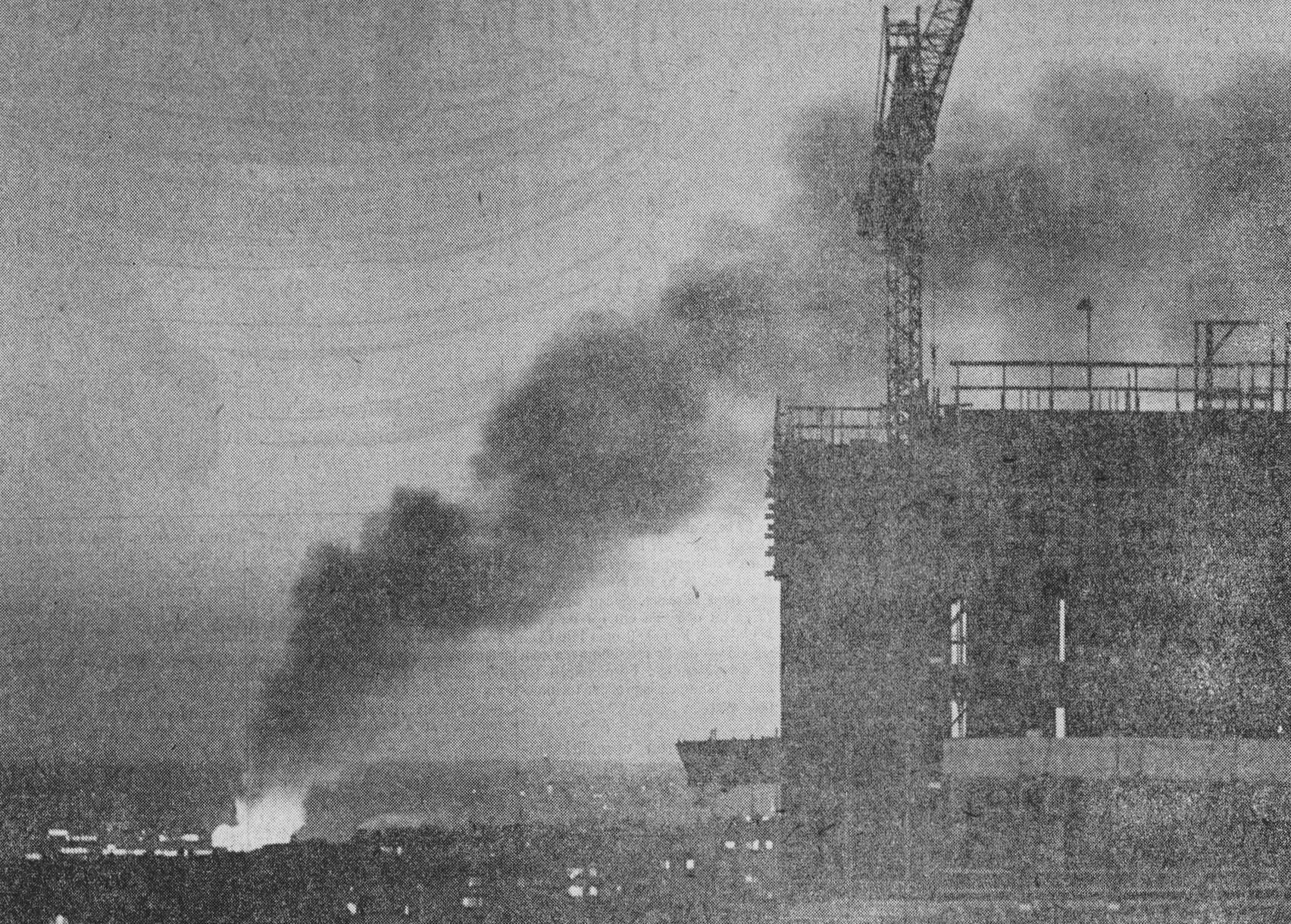
Branden 1 april 1963, vy från SvD-huset.

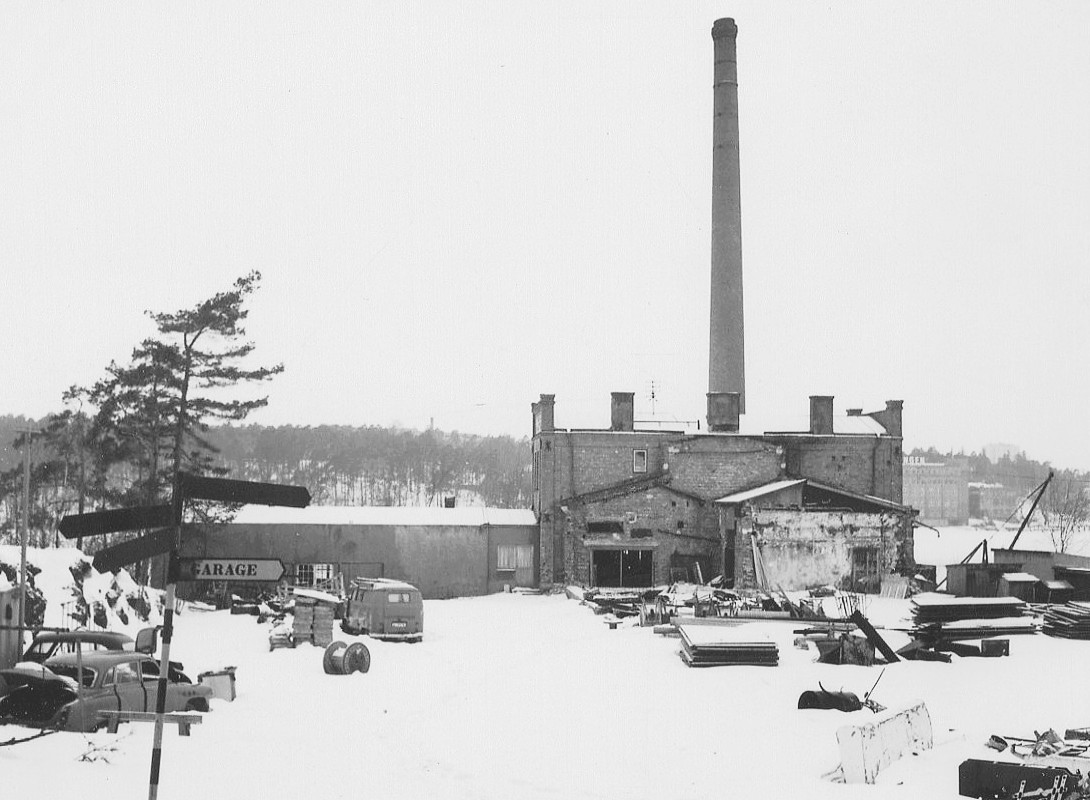
Tvätteriets panncentral, 1967.

Måndagen den 1 april 1963 upptäcktes branden av tvättmästaren. Det brann i den så kallade smutsexpeditionen i huvudbyggnaden och 18:50 larmade han brandkåren. Elden spred sig snabbt i träbyggnaden. Som mest bekämpades branden av personal med åtta bilar från tre brandstationer. Det fanns även risk för explosioner av kemikalier. När det brann som mest nådde lågorna upp i höjd med den höga fabriksskorstenen och syntes vida omkring. Svenska Dagbladet publicerade ett fotografi av branden taget från tidningens nya SvD-huset på Marieberg. Efter en dryg timme var elden under kontroll, men då hade nästan hela huvudbyggnaden gått upp i rök. 
Panncentralen, tegelbyggnaden med den höga skorstenen närmast vattnet, klarade sig samt kontors- och personalbyggnader. En kvinna och en man fick en chock och fördes till sjukhus, för övrigt klarade sig alla på tvätten. Flera familjer blev bostadslösa eftersom några personalbostäder var inrymda i huvudbyggnaden. Hur branden uppstått var oklart, men självantändning av industritrasor som låg på två vagnar inne i byggnaden kan ha varit en anledning. Materialskadorna blev dock omfattande. Värdet av förstörda byggnader och maskiner samt mängder med brandskadat tvättgods uppskattades till två miljoner kronor, vilket motsvarade försäkringssumman. Branden blev ändå dödsstöten för Essinge Ångtvätt.
Det följde långa diskussioner i styrelsen om eventuell återuppbyggnad eller att fortsätta driften av kemtvätten som hade klarat banden. Ett av hindren var den planerade stadsmotorvägen Brommagrenen som skulle ta en del av ångtvättens gamla tomt i anspråk. Ångtvättomten och de kvarvarande byggnader förvärvades 1964 av byggföretaget ABV för 3,3 miljoner kronor. Under flera år stod panncentralen med skorsten kvar och platsen förvandlades till ett skräpigt industriområde. 1979 sålde ABV fastigheten Ångtvätten 21 för 35 miljoner kronor till Sparbanken Sverige som sedan flyttade hit med Sparbankernas Data AB (senare Swedbanks IT-avdelning). Kvar idag av Ångtvätten är en övergiven jordkällare som tillhörde villa Källberg och några betongplintar i vattenbrynet som hörde till kolhuset.

## Bilder, området idag

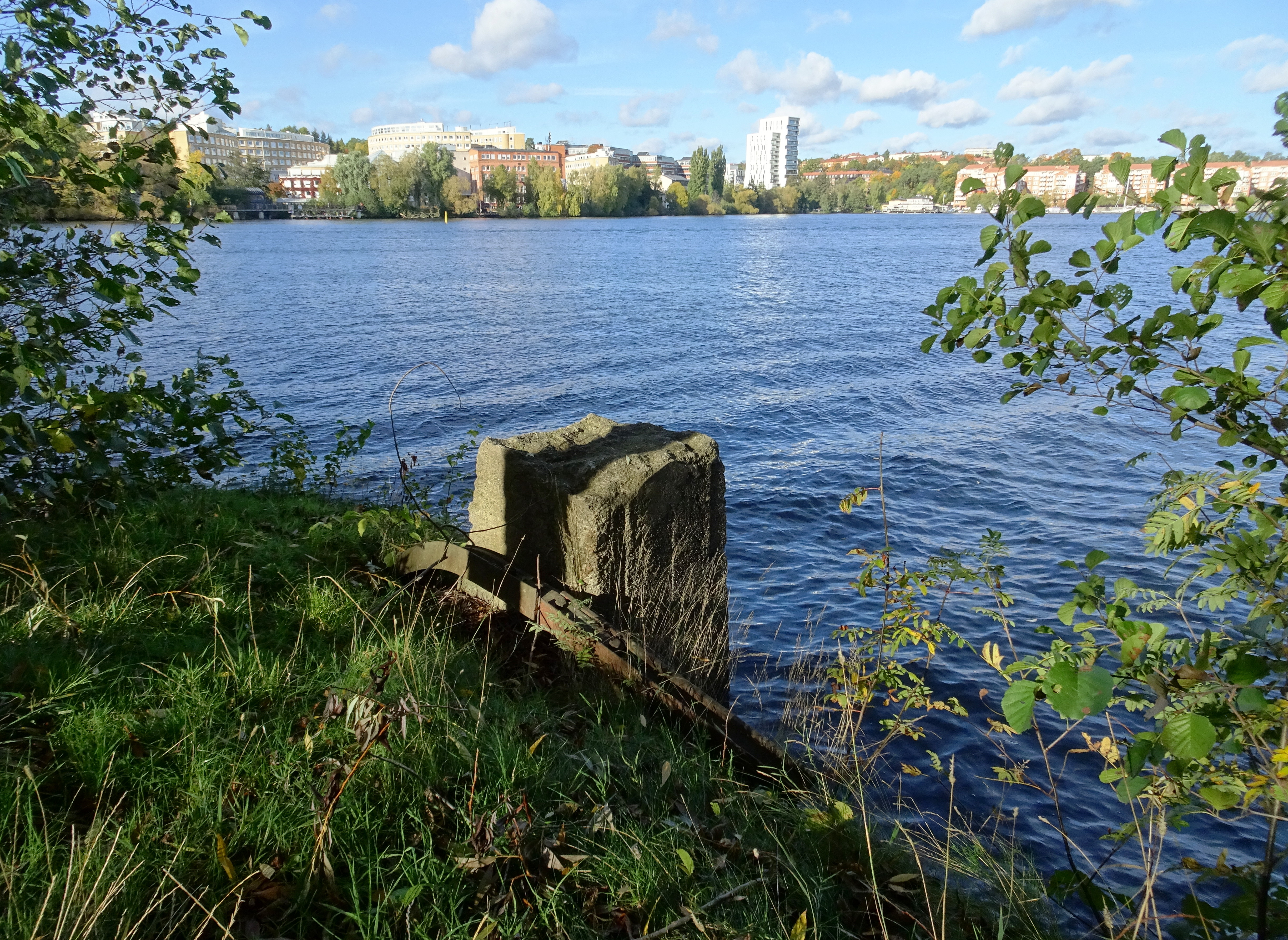
Betongplintar i vattenbrynet.
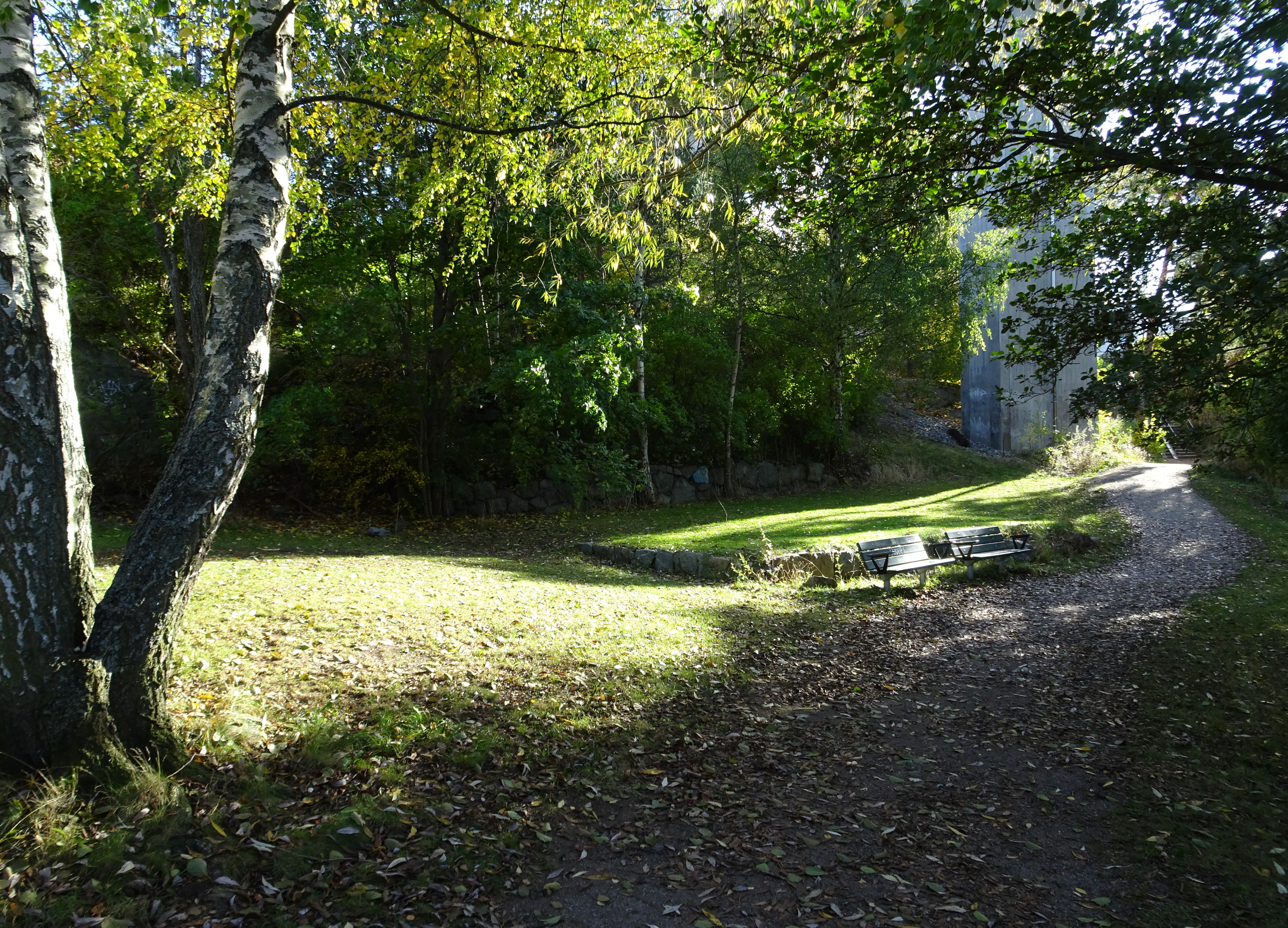
Husgrund vid Essinge Strandstig, vy söderut.
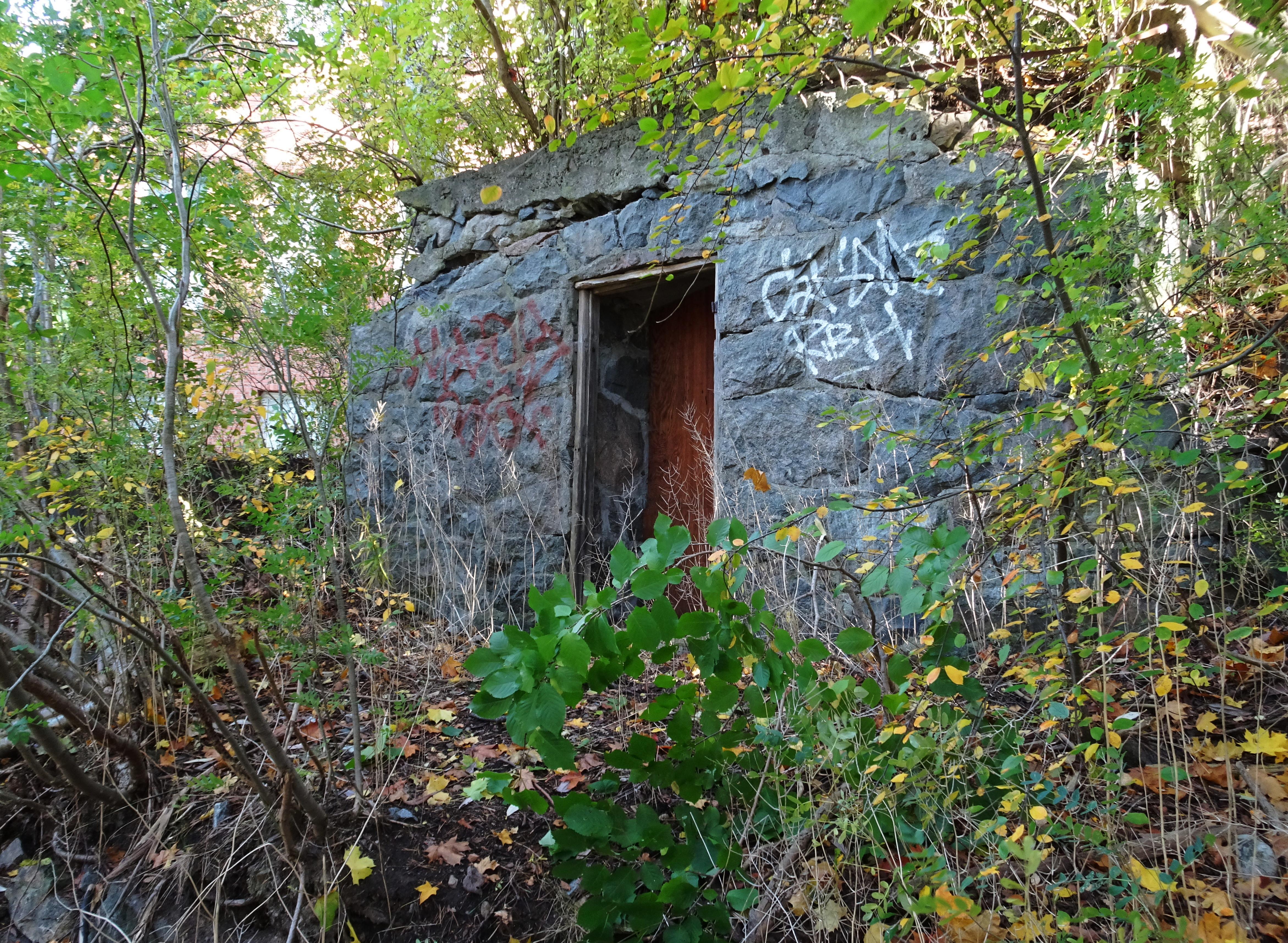
Villa Källbergs gamla jordkällare vid Essinge Strandstig.
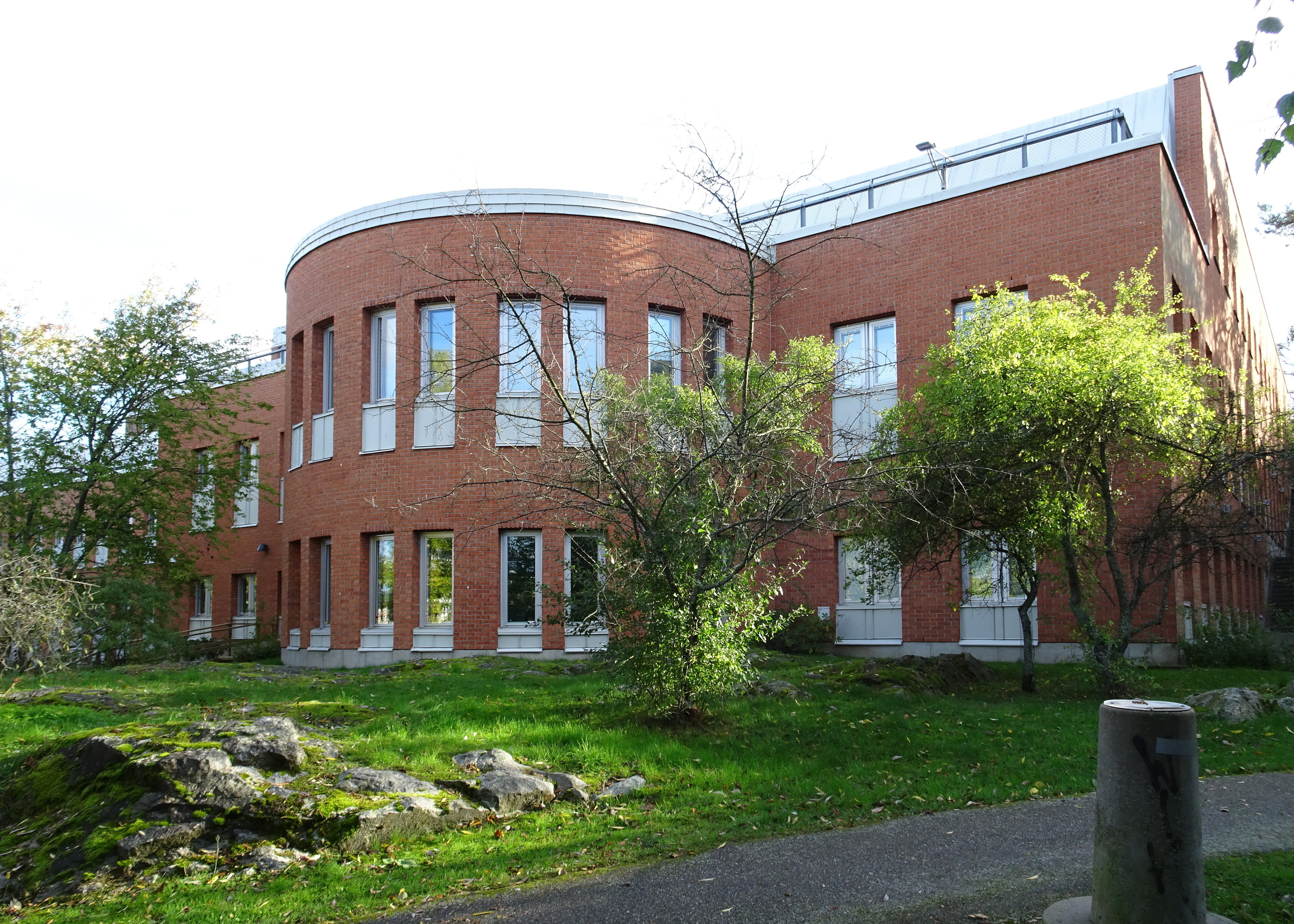
Swedbanks fasad mot norr.